# Teateråret 1947

## Händelser

### September
- 20 september – Norrköpings stadsteater invigs [1]. Den bildas som Stadsteatern Norrköping-Linköping med en fast ensemble, genom sammanslagning av Stora teatern Norrköping och Stora teatern Linköping.

### Okänt datum
- Ernst Eklund blir chef för Lisebergsteatern i Göteborg.
- Lars Schmidt erhåller subförlagsrätt till Rodgers & Hammersteins verk i Europa.
- Gösta Jonsson tar över verksamheten vid Vanadisteatern i Stockholm.

## Årets uppsättningar

### April
- 17 april – Louis Jouvets Jungfruleken har premiär på Théâtre de l'Athénée i Paris.

### Okänt datum
- Eugene O'Neills pjäs Si, iskarlen kommer! med regi av Olof Molander har premiär på Dramaten,
- Martin Söderhjelms pjäs Skepp till Indialand har svensk premiär i Katrineholms Folkets Hus
- Tennessee Williams pjäs Linje Lusta (A Streetcar Named Desire) uruppfördes på Ethel Barrymore Theatre i New York
- Stig Dagermans pjäs Den dödsdömde har premiär på Dramaten med regi av Alf Sjöberg.
- Pablo Picassos pjäs Åtrån fångad i svansen uppförs på det nyöppnade konstgalleriet Institute of Contemporary Arts i London med Dylan Thomas i en av rollerna.

## Avlidna
- 14 maj – Georgina Barcklind, 76, svensk skådespelare.